# Mika Vermeulen
Mika Vermeulen (ur. 26 czerwca 1999 w Schladming) – austriacki biegacz narciarski i kombinator norweski holenderskiego pochodzenia, olimpijczyk z Pekinu 2022, trzykrotny medalista mistrzostw świata juniorów w kombinacji norweskiej.
Syn holenderskich biegaczy narciarskich, którzy wyemigrowali do Austrii. Jako junior uprawiał biegi narciarskie i kombinację norweską. Od 2018 skupił się na startach w biegach narciarskich.

## Kariera
Po raz pierwszy na arenie międzynarodowej pojawił się 14 grudnia 2013 roku w Seefeld, gdzie w zawodach Alpen Cup zajął 56. miejsce. W 2017 roku wystąpił na mistrzostwach świata juniorów w Park City, gdzie wraz z kolegami z reprezentacji zdobył złoty medal w sztafecie oraz był drugi w zawodach metodą Gundersena na 10 km. Podczas rozgrywanych rok później mistrzostwach świata juniorów w Kandersteg zdobył złoty medal w sztafecie.
Od sezonu 2018/19 startuje wyłącznie w zawodach w biegach narciarskich. W Pucharze Świata w biegach narciarskich zadebiutował 12 grudnia 2020 roku w Davos, gdzie zajął 51. miejsce w sprincie techniką dowolną. Pierwsze pucharowe punkty zdobył dzień później w biegu na 15 km techniką dowolną, zajmując 25. miejsce.

## Osiągnięcia – kombinacja norweska

### Mistrzostwa świata juniorów
| Miejsce | Dzień       | Rok  | Miejscowość | Konkurencja           | Wynik zwycięzcy | Strata  | Zwycięzca      |
| ------- | ----------- | ---- | ----------- | --------------------- | --------------- | ------- | -------------- |
| 2.      | 31 stycznia | 2017 | Park City   | Gundersen HS100/10 km | 25:54,5         | +21,6   | Arttu Mäkiaho  |
| 1.      | 2 lutego    | 2017 | Park City   | Sztafeta HS100/4x5 km | 46:17,4         | -       | -              |
| 25.     | 4 lutego    | 2017 | Park City   | Gundersen HS100/5 km  | 12:14,9         | +2:11,6 | Vinzenz Geiger |
| 6.      | 30 stycznia | 2018 | Kandersteg  | Gundersen HS106/10 km | 22:58,3         | +40,6   | Ondřej Pažout  |
| 1.      | 1 lutego    | 2018 | Kandersteg  | Sztafeta HS106/4x5 km | 56:33,0         | -       | -              |
| 19.     | 3 lutego    | 2018 | Kandersteg  | Gundersen HS106/5 km  | 11:28,8         | +1:31,2 | Vid Vrhovnik   |

### Zimowy olimpijski festiwal młodzieży Europy
| Miejsce | Dzień       | Rok  | Miejscowość         | Konkurencja           | Wynik zwycięzcy | Strata  | Zwycięzca         |
| ------- | ----------- | ---- | ------------------- | --------------------- | --------------- | ------- | ----------------- |
| 11.     | 26 stycznia | 2015 | Tschagguns/Gaschurn | Gundersen HS108/10 km | 27:17,4         | +1:08,8 | Willi Hengelhaupt |
| 1.      | 28 stycznia | 2015 | Tschagguns/Gaschurn | Sztafeta HS108/4x5 km | 56:37,3         | -       | -                 |
| 12.     | 30 stycznia | 2015 | Tschagguns/Gaschurn | Gundersen HS108/5 km  | 13:40,9         | +1:29,0 | Willi Hengelhaupt |

### Puchar Kontynentalny

#### Miejsca w klasyfikacji generalnej
- sezon 2015/2016: 83.
- sezon 2016/2017: 59.
- sezon 2017/2018: 23.

#### Miejsca na podium chronologicznie
| Nr | Data           | Miejscowość | Konkurencja           | Wynik zwycięzcy | Pozycja | Strata  | Zwycięzca      |
| -- | -------------- | ----------- | --------------------- | --------------- | ------- | ------- | -------------- |
| 1. | 10 lutego 2018 | Eisenerz    | Gundersen HS109/10 km | 26:41,4 min     | 1.      | -       | -              |
| 2. | 11 lutego 2018 | Eisenerz    | Gundersen HS109/10 km | 26:28,3 min     | 3.      | +16,6 s | Mikko Kokslien |

#### Miejsca w poszczególnych konkursach Pucharu Kontynentalnego
| Sezon 2015/2016 |                   |                   |             |             |             |      |            |            |          |          |         |         |             |             |             |             |             |        |        |        |        |        |        |        |        |     |
| Park City | Park City         | Park City         | Hoeydalsmo  | Hoeydalsmo  | Ruka        | Ruka | Pjongczang | Pjongczang | Planica  | Planica  | Ramsau  | Ramsau  | Chaux-Neuve | Chaux-Neuve | Klingenthal | Klingenthal | punkty      | punkty | punkty | punkty | punkty | punkty | punkty | punkty | punkty |     |
| - | -                 | -                 | -           | -           | -           | -    | -          | -          | -        | -        | -       | -       | 44          | 20          | -           | -           | 11          | 11     | 11     | 11     | 11     | 11     | 11     | 11     | 11     |     |
| Sezon 2016/2017 |                   |                   |             |             |             |      |            |            |          |          |         |         |             |             |             |             |             |        |        |        |        |        |        |        |        |     |
| Klingenthal | Klingenthal       | Klingenthal       | Hoeydalsmo  | Hoeydalsmo  | Ruka        | Ruka | Otepaa     | Otepaa     | Eisenerz | Eisenerz | Planica | Planica | Niżny Tagił | Niżny Tagił | Niżny Tagił | punkty      | punkty      | punkty | punkty | punkty | punkty | punkty | punkty | punkty |        |     |
| - | -                 | -                 | -           | -           | -           | -    | -          | -          | 9        | -        | 15      | -       | -           | -           | -           | 45          | 45          | 45     | 45     | 45     | 45     | 45     | 45     | 45     |        |     |
| Sezon 2017/2018 |                   |                   |             |             |             |      |            |            |          |          |         |         |             |             |             |             |             |        |        |        |        |        |        |        |        |     |
| Steamboat Springs | Steamboat Springs | Steamboat Springs | Klingenthal | Klingenthal | Klingenthal | Ruka | Ruka       | Ruka       | Rena     | Rena     | Planica | Planica | Eisenerz    | Eisenerz    | Niżny Tagił | Niżny Tagił | Niżny Tagił | punkty |        |        |        |        |        |        |        |     |
| - | -                 | -                 | -           | 24          | 12          | -    | -          | -          | -        | -        | -       | -       | 1           | 3           | -           | -           | -           | 189    | 189    | 189    | 189    | 189    | 189    | 189    | 189    | 189 |
| Legenda |                   |                   |             |             |             |      |            |            |          |          |         |         |             |             |             |             |             |        |        |        |        |        |        |        |        |     |
| 1 2 3 4-10 11-30 poniżej 30 - – zawodnik nie wystartował q – zawodnik nie zakwalifikował się DNF – zawodnik nie ukończył biegu DNS – zawodnik nie wystartował do biegu |                   |                   |             |             |             |      |            |            |          |          |         |         |             |             |             |             |             |        |        |        |        |        |        |        |        |     |

### Letnie Grand Prix

#### Miejsca w klasyfikacji generalnej
- 2016: niesklasyfikowany
- 2017: niesklasyfikowany

#### Miejsca w poszczególnych konkursach LGP
| 2016 |            |            |            |         |         |        |        |        |        |        |        |        |        |        |        |
| Oberwiesenthal | Villach    | Oberstdorf | Oberstdorf | punkty  | punkty  | punkty | punkty | punkty | punkty | punkty | punkty | punkty | punkty |        |        |
| 39 | 31         | -          | -          | 0       | 0       | 0      | 0      | 0      | 0      | 0      | 0      | 0      | 0      |        |        |
| 2017 |            |            |            |         |         |        |        |        |        |        |        |        |        |        |        |
| Oberwiesenthal | Tschagguns | Oberstdorf | Oberstdorf | Planica | Planica | punkty | punkty | punkty | punkty | punkty | punkty | punkty | punkty | punkty | punkty |
| - | -          | -          | -          | 31      | 34      | 0      | 0      | 0      | 0      | 0      | 0      | 0      | 0      | 0      | 0      |
| Legenda |            |            |            |         |         |        |        |        |        |        |        |        |        |        |        |
| 1 2 3 4-10 11-30 poniżej 30 - – zawodnik nie wystartował q – zawodnik nie zakwalifikował się DNF – zawodnik nie ukończył biegu DNS – zawodnik nie wystartował do biegu |            |            |            |         |         |        |        |        |        |        |        |        |        |        |        |

## Osiągnięcia – biegi narciarskie

### Igrzyska olimpijskie
| Miejsce | Dzień     | Rok  | Miejscowość | Konkurencja             | Czas biegu | Strata  | Zwycięzca           |
| ------- | --------- | ---- | ----------- | ----------------------- | ---------- | ------- | ------------------- |
| 16.     | 6 lutego  | 2022 | Zhangjiakou | 30 km bieg łączony      | 1:16:09,8  | +4:30,2 | Aleksandr Bolszunow |
| 23.     | 11 lutego | 2022 | Zhangjiakou | 15 km stylem klasycznym | 37:54,8    | +2:43,0 | Iivo Niskanen       |

### Mistrzostwa świata
| Miejsce | Dzień     | Rok  | Miejscowość      | Konkurencja                            | Czas biegu | Strata   | Zwyciężczyni           |
| ------- | --------- | ---- | ---------------- | -------------------------------------- | ---------- | -------- | ---------------------- |
| 56.     | 3 marca   | 2019 | Seefeld in Tirol | 50 km stylem dowolnym (start masowy)   | 1:49:59,3  | +15:37,5 | Hans Christer Holund   |
| 64.     | 25 lutego | 2021 | Oberstdorf       | Sprint stylem klasycznym               | 3:01,30    | -        | Johannes Høsflot Klæbo |
| 11.     | 28 lutego | 2021 | Oberstdorf       | Sprint drużynowy stylem dowolnym       | 15:01,74   | -        | Norwegia               |
| 42.     | 3 marca   | 2021 | Oberstdorf       | 15 km stylem dowolnym                  | 33:48,7    | +3:23,1  | Hans Christer Holund   |
| 29.     | 24 lutego | 2023 | Planica          | 30 km bieg łączony                     | 1:09:40,3  | +5:15,9  | Simen Hegstad Krüger   |
| 19.     | 5 marca   | 2023 | Planica          | 50 km stylem klasycznym (start masowy) | 2:01:30,2  | +3:27,0  | Pål Golberg            |

### Mistrzostwa świata juniorów
| Miejsce | Dzień       | Rok  | Miejscowość | Konkurencja                            | Czas biegu | Strata  | Zwycięzca             |
| ------- | ----------- | ---- | ----------- | -------------------------------------- | ---------- | ------- | --------------------- |
| 34.     | 20 stycznia | 2019 | Lahti       | Sprint stylem klasycznym               | 3:26,33    | -       | Aleksandr Tierientjew |
| 8.      | 22 stycznia | 2019 | Lahti       | 10 km stylem dowolnym                  | 22:34,9    | +51,1   | Jules Chappaz         |
| 43.     | 24 stycznia | 2019 | Lahti       | 30 km stylem klasycznym (start masowy) | 1:15:16,7  | +5:04,8 | Luca Del Fabbro       |

### Mistrzostwa świata młodzieżowców (do lat 23)
| Miejsce | Dzień     | Rok  | Miejscowość    | Konkurencja                          | Czas biegu | Strata  | Zwycięzca               |
| ------- | --------- | ---- | -------------- | ------------------------------------ | ---------- | ------- | ----------------------- |
| 21.     | 3 marca   | 2020 | Oberwiesenthal | 15 km stylem klasycznym              | 36:26,4    | +2:57,5 | Siergiej Ardaszew       |
| 19.     | 4 marca   | 2020 | Oberwiesenthal | 30 km stylem dowolnym (start masowy) | 1:12:42,0  | +4:58,4 | Harald Østberg Amundsen |
| 9.      | 6 marca   | 2020 | Oberwiesenthal | bieg sztafetowy 4×5 km               | 54:54,9    | +2:14,4 | Stany Zjednoczone       |
| 40.     | 11 lutego | 2021 | Vuokatti       | Sprint stylem klasycznym             | 3:01,72    | —       | Aleksandr Tierientjew   |
| 10.     | 12 lutego | 2021 | Vuokatti       | 15 km stylem dowolnym                | 35:27,6    | +53,7   | Hugo Lapalus            |
| 5.      | 24 lutego | 2022 | Lygna          | 15 km stylem klasycznym              | 40:23,0    | +34,1   | Arsi Ruuskanen          |

### Puchar Świata

#### Miejsca w klasyfikacji generalnej
| Sezon     | Miejsce |
| --------- | ------- |
| 2020/2021 | 84.     |
| 2021/2022 | 113.    |
| 2022/2023 | 88.     |
| 2023/2024 | 7.      |
| 2024/2025 | 11.     |

#### Miejsca na podium w zawodach indywidualnych Pucharu Świata chronologicznie
| Nr | Dzień      | Rok  | Miejscowość | Konkurencja           | Czas biegu | Strata  | Miejsce | Zwycięzca              |
| -- | ---------- | ---- | ----------- | --------------------- | ---------- | ------- | ------- | ---------------------- |
| 1. | 9 lutego   | 2024 | Canmore     | 15 km stylem dowolnym | 36:06,5    | +10,3   | 3.      | Simen Hegstad Krüger   |
| 2. | 5 stycznia | 2025 | Tour de Ski | 82,5 km               | 3:24:17,3  | +1:23,1 | 2.      | Johannes Høsflot Klæbo |

#### Miejsca na podium w etapach chronologicznie
| Nr | Dzień      | Rok  | Miejscowość   | Zawody      | Konkurencja                          | Czas biegu | Strata | Miejsce | Zwycięzca            |
| -- | ---------- | ---- | ------------- | ----------- | ------------------------------------ | ---------- | ------ | ------- | -------------------- |
| 1. | 5 stycznia | 2025 | Val di Fiemme | Tour de Ski | 10 km stylem dowolnym (start masowy) | 32:39,6    | +7,8   | 2.      | Simen Hegstad Krüger |